# Rochegude (Drôme)
Pour les articles homonymes, voir Rochegude.
Rochegude est une commune française du département de la Drôme situé dans la région Auvergne-Rhône-Alpes.

## Géographie

### Localisation
La commune de Rochegude est située dans la Vallée du Rhône méridionale, au sud de la Drôme provençale entre Montélimar et Avignon, mitoyenne du département du Vaucluse, avec pour chef-lieu de canton Saint-Paul-Trois-Châteaux.
Elle est à 8 km à l'est de Bollène, 25 km à l'ouest de Vaison-la-Romaine, à 20 km au nord d'Orange. Avignon est à 55 km et Valence à 69 km.

### Relief et géologie
Sites particuliers :
- Col de l'Aspre[1].

#### Géologie
Le bourg centre est situé au cœur d'une plaine alluvionnaire et viticole AOC Côtes-du-rhône. Le reste de la commune est situé dans le Massif d'Uchaux, plus en altitude (100 à 280 m), composé de strates siliceuses et calcaires[réf. nécessaire].

### Hydrographie
La commune est arrosée par les cours d'eau suivants, :
- le Béal (ou Béal du Moulin) ;
- le Canal du Moulin ;
- le Rialle ;
- Ravin de Combe Gaillarde ;
- Ravin des Fèdes.

### Climat
Pour des articles plus généraux, voir Climat d'Auvergne-Rhône-Alpes et Climat de la Drôme.
En 2010, le climat de la commune est de type climat méditerranéen franc, selon une étude du Centre national de la recherche scientifique s'appuyant sur une série de données couvrant la période 1971-2000. En 2020, Météo-France publie une typologie des climats de la France métropolitaine dans laquelle la commune est exposée à un climat méditerranéen et est dans la région climatique Provence, Languedoc-Roussillon, caractérisée par une pluviométrie faible en été, un très bon ensoleillement (2 600 h/an), un été chaud (21,5 °C), un air très sec en été, sec en toutes saisons, des vents forts (fréquence de 40 à 50 % de vents > 5 m/s) et peu de brouillards.
Pour la période 1971-2000, la température annuelle moyenne est de 13,7 °C, avec une amplitude thermique annuelle de 18,2 °C. Le cumul annuel moyen de précipitations est de 761 mm, avec 5,7 jours de précipitations en janvier et 3,2 jours en juillet. Pour la période 1991-2020, la température moyenne annuelle observée sur la station météorologique de Météo-France la plus proche, « Orange », sur la commune d'Orange à 12 km à vol d'oiseau, est de 14,8 °C et le cumul annuel moyen de précipitations est de 719,6 mm,. Pour l'avenir, les paramètres climatiques de la commune estimés pour 2050 selon différents scénarios d'émission de gaz à effet de serre sont consultables sur un site dédié publié par Météo-France en novembre 2022.

## Urbanisme

### Typologie
Au 1er janvier 2024, Rochegude est catégorisée bourg rural, selon la nouvelle grille communale de densité à 7 niveaux définie par l'Insee en 2022.
Elle est située hors unité urbaine et hors attraction des villes,.

### Occupation des sols
L'occupation des sols de la commune, telle qu'elle ressort de la base de données européenne d’occupation biophysique des sols Corine Land Cover (CLC), est marquée par l'importance des territoires agricoles (76,6 % en 2018), en diminution par rapport à 1990 (80,3 %). La répartition détaillée en 2018 est la suivante : cultures permanentes (71 %), forêts (16,9 %), zones urbanisées (6,5 %), zones agricoles hétérogènes (5,7 %). L'évolution de l’occupation des sols de la commune et de ses infrastructures peut être observée sur les différentes représentations cartographiques du territoire : la carte de Cassini (XVIIIe siècle), la carte d'état-major (1820-1866) et les cartes ou photos aériennes de l'IGN pour la période actuelle (1950 à aujourd'hui).

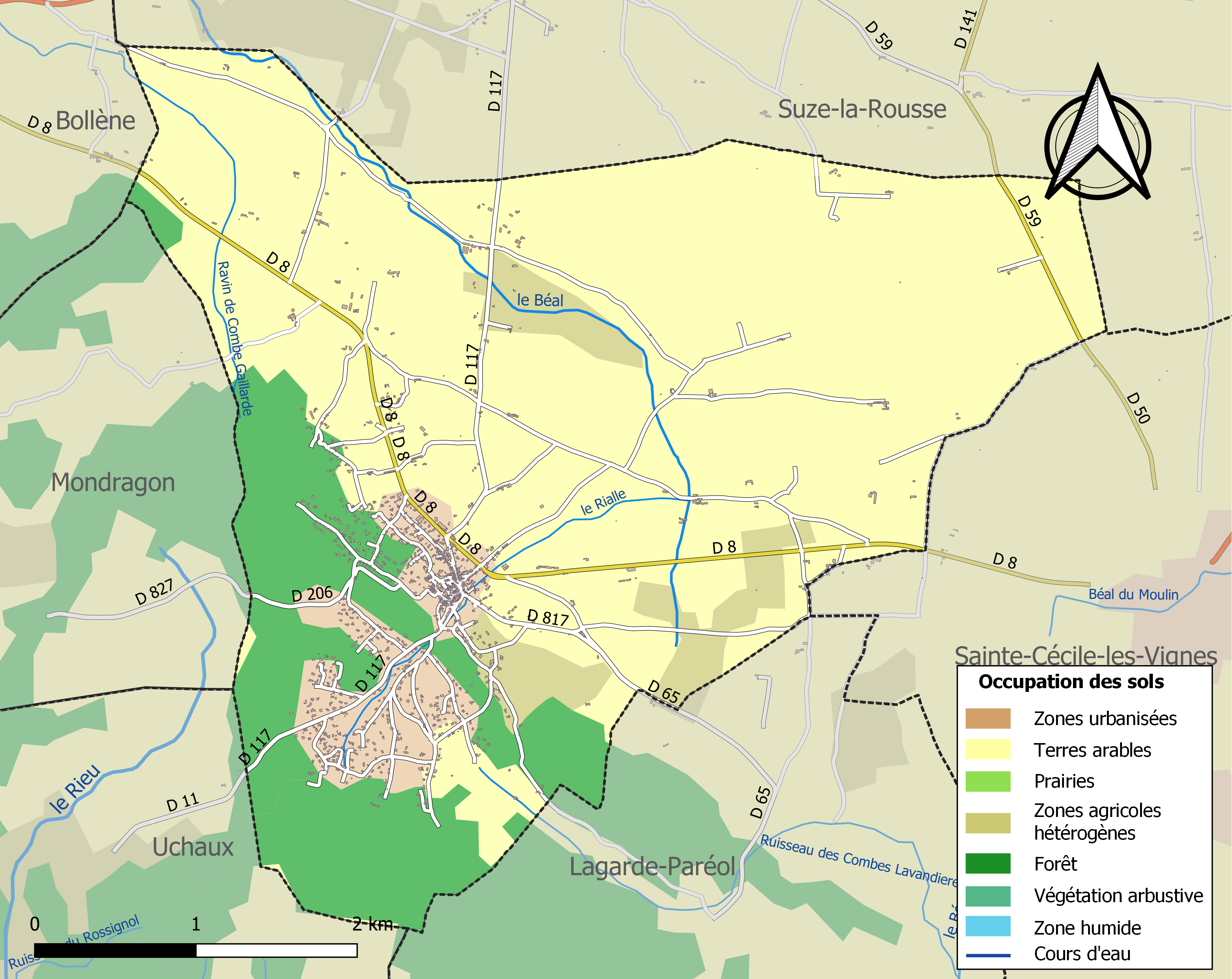
Carte des infrastructures et de l'occupation des sols de la commune en 2018 (CLC).

### Morphologie urbaine

#### Quartiers, hameaux et lieux-dits
Site Géoportail (carte IGN) :
- Bousquillon
- Côte Saint-Denis
- Génouine
- la Bourgade
- la Garrigue
- la Garrigue Réservée
- la Gourge
- la Luminaille
- la Marge
- la Poterie
- la Ramade
- la Roquette
- la Seniace
- l'Aspre
- la Tuilière
- la Verdière
- le Champ de Nielle
- le Colombier
- le Cordolen
- le Devès
- le Fournas
- le Gourget
- le Grenouillet
- le Lauron
- le Marteau
- le Moulin
- le Pater
- le Piélon
- le Plan
- le Plan d'Alès
- les Aires
- les Aubagnans
- le Saussac
- les Esbalières
- les Sept Nains
- les Valèses
- Rayas des Valonges
- Volonge

### Projets d'aménagement
La commune dispose d'un plan local d'urbanisme approuvé le 29 juin 2021.

### Voies de communication et transports
La commune est facilement accessible par l'A7 à partir des sorties Bollène ou Orange. Rochegude est desservie par la D8 reliant la vallée du Rhône au Ventoux ( Bollène/Vaison la Romaine) par Sainte-Cécile-les-Vignes (Vaucluse).

#### Transports en commun
- Réseau Sud Rhône-Alpes Déplacements Drôme Ardèche (SRADDA)[16],[17].

### Risques naturels et technologiques

#### Risques sismiques
La commune est classée en zone de sismicité modérée.

## Toponymie

### Attestations anciennes
Dictionnaire topographique du département de la Drôme :
- 1236 : Roca Acuta (de Coston, Étymologie de la Drôme) (voir aussi Dauzat et Rostaing[20]).
- 1284 : castrum de Rupe Acuta (Valbonnais, II, 118).
- 1321 : castrum Ruppis Acutae (inventaire des dauphins, 218).
- 1367 : Roche Aigues (comptes de R. de Loupy, 86).
- 1368 : mention de l'atelier monétaire des dauphins : computorum monetarum cussarum Ruppem Agutam (Morin-Pons, Num. du Dauphiné, 156).
- 1369 : lieu et chastel de Rocheagüe (Morin-Pons, Num. du Dauphiné, 140).
- 1483 : castrum Ruppis Acute (inventaire de la chambre des comptes).
- XVIIe siècle : Roche Agude (rôle de tailles).
- 1689 : Roche aiguë (ins. eccl.).
- 1891 : Rochegude, commune du canton de Saint-Paul-Trois-Châteaux.

### Étymologie
Il s'agit d'un type toponymique occitan.
Le premier élément Roche- représente l'occitan ròca, ròcha correspondant au français roche, mot prélatin. Il signifie en toponymie « montagne, butte rocheuse », puis « château fort bâti sur une butte ». Le second élément -gude vaut pour aguda « aiguë ».
Ròca aguda ou Ròcha aguda est devenu Ròcaguda ou Ròchaguda (selon que le dialecte local est plus ou moins vivaro-alpin), mal francisé en Rochegude par la suite. En effet, on attendrait *Rochaiguë (voir Montaigu).

## Histoire

### Préhistoire
- Découverte de nombreux objets de l'Âge de la pierre[réf. nécessaire].
- Outillage du Bronze ancien[23].

### Antiquité: les Gallo-romains
Albagnanius (Albagnanet) était l'un des plus anciens vicus de la région. On y a découvert plusieurs sarcophages gallo-romains, notamment celui d'un personnage appelé Accarius[réf. nécessaire].
- tribu gauloise des Voconces dont les capitales étaient Vaison la Romaine et Die
- Province romaine de la Gaule Narbonnaise du IIe siècle av. J.-C. à 418

Le château de Rochegude est signalé 3 siècles après J.C dans les archives romaine, relais sur la Via Agrippa entre Orange et Vaison la Romaine.

### Du Moyen Âge à la Révolution
La seigneurie :
- Rochegude était une terre frontière, fief des dauphins avec une vassalité toutefois partagée selon le lieu d'habitation entre le roi de France et le Comtat Venaissin, états de la Papauté d'Avignon.
- Duché de Provence de 421 à 855, fief des royaumes successifs des Wisigoths, Ostrogoths et du royaume de Bourgogne
- 843 : partage de l'Empire Carolingien à la suite du traité de Verdun, le territoire revient à Lothaire Ier
- Comté de Provence fief du Royaume de Provence couvrant un territoire du Lyonnais à la Méditerranée de 855 à 933
- Comté de Provence fief du Royaume d'Arles lui-même fief du Saint-Empire romain germanique de 947-1032
- 1125-1274 : subdivision du Comté de Provence en 3 territoires : Comté de Forcalquier, Comté de Provence, Rochegude intégrant le Marquisat de Provence des Comtes de Toulouse
- 1274-1791 : Partagée entre Dauphiné et Comtat Venaissin (états de la Papauté d'Avignon cédé à Grégoire X)
- 1338 : les Baux, les Spinosa et les Sabran sont co-seigneurs.
- 1360 : la part des Sabran passe aux Caderousse.
- 1379 : la part des Spinosa passe aux Barjac.
- 1402 : la part des Baux passe aux Saluces.
- 1426 : la part des Saluces passe (par mariage) aux La Baume-Suze qui semblent posséder toute la terre.
- 1667 : une part appartient aux Mesmes.
- La part des Mesmes est vendue aux Blocard.
- 1704 : les Arnoul sont seigneurs.
- Vers 1750 : la terre passe aux Robert d'Acquéria, derniers seigneurs.

En 1366, les rois-dauphins établissent à Rochegude un atelier monétaire qui ne fonctionnera probablement plus après 1373.
Vers le XIVe siècle, le village semble avoir été détruit par les grandes compagnies[réf. nécessaire].
Sous l'Ancien Régime, le nord de la commune était compris dans le Dauphiné, le sud appartenait au Comtat Venaissin. La frontière partageait le village en deux, facilitant notamment la contrebande de sel. L'historien Achard témoigne : « je connais un notaire dont la maison est à moitié en France moitié Comtat Venaissin. Lorsqu'il contracte avec les Français, l'acte se signe dans le cabinet. Lorsque c'est pour les Comtadins, cette publication se fait dans la cuisine ».
Avant 1790, Rochegude était une communauté de l'élection de Montélimar, de la subdélégation de  Saint-Paul-Trois-Châteaux et de la sénéchaussée de  Montélimar. Elle formait une paroisse du diocèse d' Orange (Vaucluse) dont les dîmes appartenaient au prieur d'Albagnonet (voir Les Aubagnans).

#### Les Aubagnans
Dictionnaire topographique du département de la Drôme :
- 1115 : ecclesia de Albuneto (Gall. christ., XVI, 102).
- XIIe siècle : Al Bagnanet (Revue des Sociétés savantes, 5e série, I, 369).
- 1221 : Albanetum (inventaire des dauphins, 218).
- 1609 : Albanhaut (archives de la Drôme, fonds de Saint-Ruf).
- 1609 : mention du prieur : prior Beatae Mariae de Albagnoneto loci Rupecutae (archives de la Drôme, fonds de Saint-Ruf).
- 1611 : Albanhanet (archives de la Drôme, fonds de Saint-Ruf).
- 1687 : mention du prieur : prior Beatae Mariae de Bagnolet sive d'Albignan (archives de la Drôme, fonds de Saint-Ruf).
- 1689 : Albagnonet (archives de la Drôme, fonds de Saint-Ruf).
- XVIIIe siècle : Albanivet (inventaire de la chambre des comptes).
- 1891 : Les Aubagnans, ruines d'une chapelle et quartier de la commune de Rochegude.

Ancien prieuré de l'ordre de Saint-Ruf, dont le titulaire était décimateur à Rochegude et dans une partie de la paroisse de Suze.
Aubagnans était un fief de la baronnie de Montauban, partagé entre plusieurs co-seigneurs puis acquis par les dauphins. Ces derniers le donnèrent en 1330 aux Baux, d'où il passa (par héritage) vers 1402 aux Saluces, lesquels l'unirent à la terre de Rochegude.

### De la Révolution à nos jours
En 1790, la commune est comprise dans le canton de Suze-la-Rousse (Drôme) et en 1792 dans celui de Sainte-Cécile (Vaucluse). La réorganisation de l'An VIII (1799-1800) la place dans le canton de Pierrelatte devenu, en 1829, le canton de Saint-Paul-Trois-Châteaux. Elle a été maintenue dans ce dernier canton de la Drôme en 1856.

## Politique et administration

### Tendances politiques et résultats
La liste municipale élue appartient à la Liste Union pour un Mouvement Populaire

### Administration municipale
À la suite des élections municipales françaises de 2014, le conseil municipal est composé du maire, de cinq adjoints et de treize conseillers municipaux.
À la suite des élections municipales françaises de 2020, le conseil municipal est composé du maire, de cinq adjoints et de treize conseillers municipaux[source insuffisante].

### Liste des maires
| Période                      | Période  | Identité                | Étiquette                                              | Qualité                             |
| ---------------------------- | -------- | ----------------------- | ------------------------------------------------------ | ----------------------------------- |
| 1790 (31 janvier)            | 1791     | BENOIT Pierre           | Maire pour la partie rattachée au Dauphiné             |                                     |
| 1790 (31 Janvier)            | 1791     | CATILLON Denis          | Maire pour la partie rattaché au Comtat venaissin      |                                     |
| 1791 (20 décembre)           | 1792     | GAUDRON Joachim         | Premier maire unique pour la partie Dauphiné et Comtat |                                     |
| 1792 (11 décembre)           | 1796     | SABON Jean Baptiste Luc |                                                        |                                     |
| 1796 (3 aout)                | 1807     | GAUD Frédéric           |                                                        |                                     |
| 1807 (13 novembre)           | 1813     | SABON Jean Baptiste Luc |                                                        |                                     |
| 1813 (24 janvier)            | 1815     | SISTERON Jean Marie     |                                                        |                                     |
| 1815 (16 novembre)           | 1825     | GAUD Frédéric           |                                                        |                                     |
| 1825 (26 juillet)            | 1826     | DOUX Denis André        |                                                        |                                     |
| 1826 (19 mars)               | 1830     | BERNOIN Michel          |                                                        |                                     |
| 1830 (14 novembre)           | 1835     | MEYNARD Auguste         |                                                        |                                     |
| 1835 (16 novembre)           | 1848     | SISTERON Martin         |                                                        |                                     |
| 1848 (11 avril)              | 1848     | DOUX Joseph             |                                                        |                                     |
| 1848 (23 septembre)          | 1850     | FAURE Jean Baptiste     |                                                        |                                     |
| 1850 (9 juin)                | 1852     | ISTRE Xavier David      |                                                        |                                     |
| 1852 (7 novembre)            | 1857     | SISTERON Auguste        |                                                        |                                     |
| 1857 (8 février)             | 1864     | SISTERON Martin         |                                                        |                                     |
| 1864 (31 mars)               | 1870     | DOUX Joseph             |                                                        |                                     |
| 1870 (29 octobre)            | 1871     | SISTERON Denis          |                                                        |                                     |
| 1871 (18 Mai)                | 1877     | DE GUILLERMIER          |                                                        |                                     |
| 1877 (31 Mars)               | 1878     | DOUX Joseph             |                                                        |                                     |
| 1878 (21 janv.)              | 1908     | GRAS Félix              |                                                        |                                     |
| 1908 (17 mai)                | 1915     | PEREYROL Auguste        |                                                        |                                     |
| 1915 (11 janv.) (élection ?) | 1919     | PASCAL Joseph           |                                                        | adjoint délégué                     |
| 1919 (11 nov.)               | 1941     | DESCOURS Paul           |                                                        |                                     |
| 1941 (1er août) (élection ?) | 1941     | BEAUMET Raoul           |                                                        |                                     |
| 1941 (31 oct.) (élection ?)  | 1944     | CAMBE Gaëtan            |                                                        | président de la délégation spéciale |
| 1944 (28 août) (élection ?)  | 1944     | TAGLIAZUCCHI Hector     |                                                        | comité de Libération                |
| 1944 (24 nov.) (élection ?)  | 1945     | BEAUMET Raoul           |                                                        |                                     |
| 1945 (20 mai)                | 1982     | RODET Gabriel           |                                                        |                                     |
| 1982 (12 juin) (élection ?)  | 2001     | TOURTIN Bernard         |                                                        |                                     |
| 2001 (17 mars)               | En cours | BESNIER Didier          | UMP-LR                                                 | expert technique                    |

### Rattachements administratifs et électoraux
La commune faisait partie du canton de Saint-Paul-Trois-Châteaux. À la suite du redécoupage des cantons du département, applicable après les élections départementales qui ont eu lieu en mars 2015, elle fait partie du nouveau canton du Tricastin, Arrondissement de Nyons.

#### Intercommunalité
La commune fait partie de la Communauté de communes Drôme Sud Provence.

### Politique environnementale
Rochegude dispose d'une station d'épuration d'une capacité de 900 équivalent-habitants.

### Finances locales
En 2017, le budget de la commune était constitué ainsi :
- total des produits de fonctionnement : 1 186 000 €, soit 736 € par habitant ;
- total des charges de fonctionnement : 923 000 €, soit 573 € par habitant ;
- total des ressources d’investissement : 620 000 €, soit 385 € par habitant ;
- total des emplois d’investissement : 978 000 €, soit 607 € par habitant ;
- endettement : 1 487 000 €, soit 924 € par habitant.

Avec les taux de fiscalité suivants :
- taxe d’habitation : 18,12 % ;
- taxe foncière sur les propriétés bâties : 18,60 % ;
- taxe foncière sur les propriétés non bâties : 73,79 % ;
- taxe additionnelle à la taxe foncière sur les propriétés non bâties : 50,03 % ;
- cotisation foncière des entreprises : 31,55 %.

Chiffres clés Revenus et pauvreté des ménages en 2016 : Médiane en 2016 du revenu disponible, par unité de consommation : 22 020 €.

## Population et société

### Démographie

#### Évolution démographique
L'évolution du nombre d'habitants est connue à travers les recensements de la population effectués dans la commune depuis 1793. Pour les communes de moins de 10 000 habitants, une enquête de recensement portant sur toute la population est réalisée tous les cinq ans, les populations de référence des années intermédiaires étant quant à elles estimées par interpolation ou extrapolation. Pour la commune, le premier recensement exhaustif entrant dans le cadre du nouveau dispositif a été réalisé en 2005.

En 2022, la commune comptait 1 677 habitants, en évolution de +5,74 % par rapport à 2016 (Drôme : +2,64 %, France hors Mayotte : +2,11 %).
| 1793  | 1800  | 1806 | 1821  | 1831  | 1836  | 1841  | 1846  | 1851  |
| ----- | ----- | ---- | ----- | ----- | ----- | ----- | ----- | ----- |
| 1 020 | 1 000 | 906  | 1 085 | 1 077 | 1 188 | 1 122 | 1 248 | 1 216 |

| 1856  | 1861  | 1866  | 1872  | 1876  | 1881  | 1886  | 1891 | 1896 |
| ----- | ----- | ----- | ----- | ----- | ----- | ----- | ---- | ---- |
| 1 247 | 1 242 | 1 156 | 1 114 | 1 101 | 1 043 | 1 030 | 953  | 844  |

| 1901 | 1906 | 1911 | 1921 | 1926 | 1931 | 1936 | 1946 | 1954 |
| ---- | ---- | ---- | ---- | ---- | ---- | ---- | ---- | ---- |
| 802  | 795  | 730  | 606  | 567  | 525  | 502  | 485  | 545  |

| 1962 | 1968 | 1975 | 1982 | 1990  | 1999  | 2005  | 2006  | 2010  |
| ---- | ---- | ---- | ---- | ----- | ----- | ----- | ----- | ----- |
| 601  | 591  | 684  | 831  | 1 053 | 1 236 | 1 346 | 1 372 | 1 470 |

| 2015  | 2020  | 2022  | - | - | - | - | - | - |
| ----- | ----- | ----- | - | - | - | - | - | - |
| 1 582 | 1 671 | 1 677 | - | - | - | - | - | - |

La part des immigrés est de 4,83%, soit inférieure à la moyenne nationale de -3,67 points (source Datafrance direction interministérielle du numérique 2010)
La part des résidences occupées par des propriétaires est de 75,08% au dessus de la moyenne nationale de + 17,38 points (source Datfrance direction interministérielle du numérique 2012)
La part des résidences louées en HLM est de 7,69% au dessous de la moyenne nationale de -11,09 points (source Datfrance direction interministérielle du numérique 2012)

### Enseignement
Du fait de sa localisation géographique 2 académies se partagent le secteur, Grenoble et Aix Marseille : 
- école maternelle et élémentaire[36] ;
- collège à Suze-la-Rousse, Sainte-Cécile-les-Vignes, Bollène[37] ;
- lycées à Pierrelatte, Montélimar, Bollène et Orange[réf. nécessaire].

### Santé
- Médecins et services santé[38].
- Pharmacie de Suze-la-Rousse.

### Manifestations culturelles et festivités
- Fête patronale : première quinzaine de juillet[23].
- Fête communale : le 9 octobre[23].

### Cultes
Culte catholique : la paroisse Saint-Marcellin-Champagnat en Tricastin relève du Diocèse de Valence.

## Économie

### Agriculture
En 1992 : vignes (vins AOC Côtes-du-Rhône et Côtes-du-rhône-villages), ovins.
- Marché : le mercredi matin[23].
- Produits locaux : huile d'olive de Provence AOC[réf. nécessaire].
- Cave coopérative[23] (située sur la route de Bollène, à l'entrée de Rochegude[réf. nécessaire]).

Les vignerons de la commune sont représentés au sein de la commanderie des Costes du Rhône, confrérie bachique, qui tient ses assises au château de Suze-la-Rousse, siège de l'Université du vin.

### Commerce
Le Café du Cours, qui porte le label Bistrot de pays,, adhère a une charte qui a pour but de « contribuer à la conservation et à l'animation du tissu économique et social en milieu rural par le maintien d'un lieu de vie du village ».

### Revenus de la population et fiscalité
Avec un revenu fiscal par ménage de 21 242 euros la commune se situe au dessus du revenu médian national de + 2024 e (sources Datafrance direction interministérielle du numérique 2011) 

### Emploi
La part des chefs d'entreprises est de 4,43%, la commune se situe au dessus de la moyenne médiane nationale de + 0.99% points (sources Datafrance, direction interministérielle du numérique 2010).
La part des chomeurs est de 6,82%, la commune se situe en dessous de la moyenne médiane nationale de - 2,82 points (sources Datafrance, direction interministérielle du numérique 2012)

## Culture locale et patrimoine

### Lieux et monuments

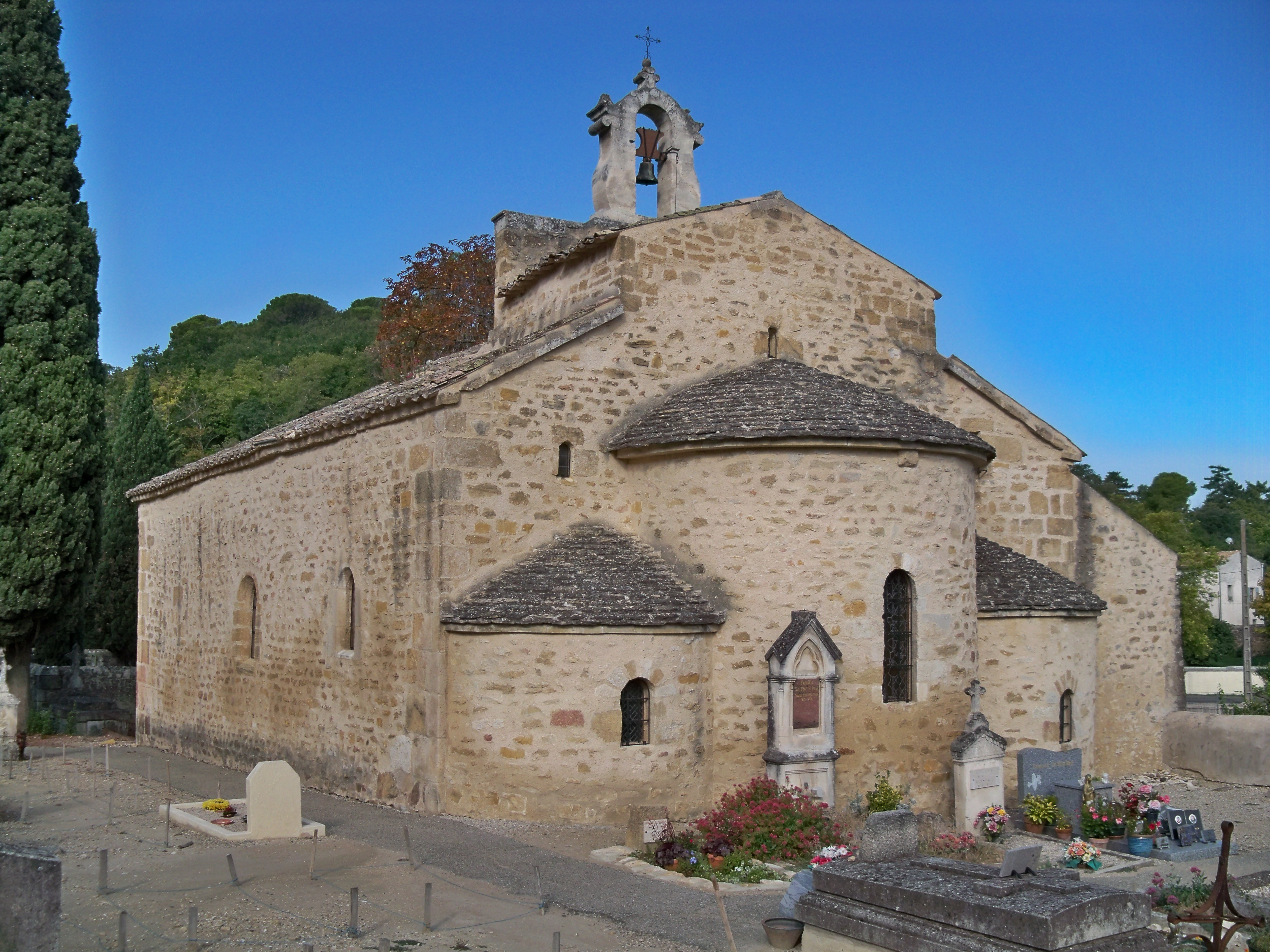
La Chapelle St Denis.

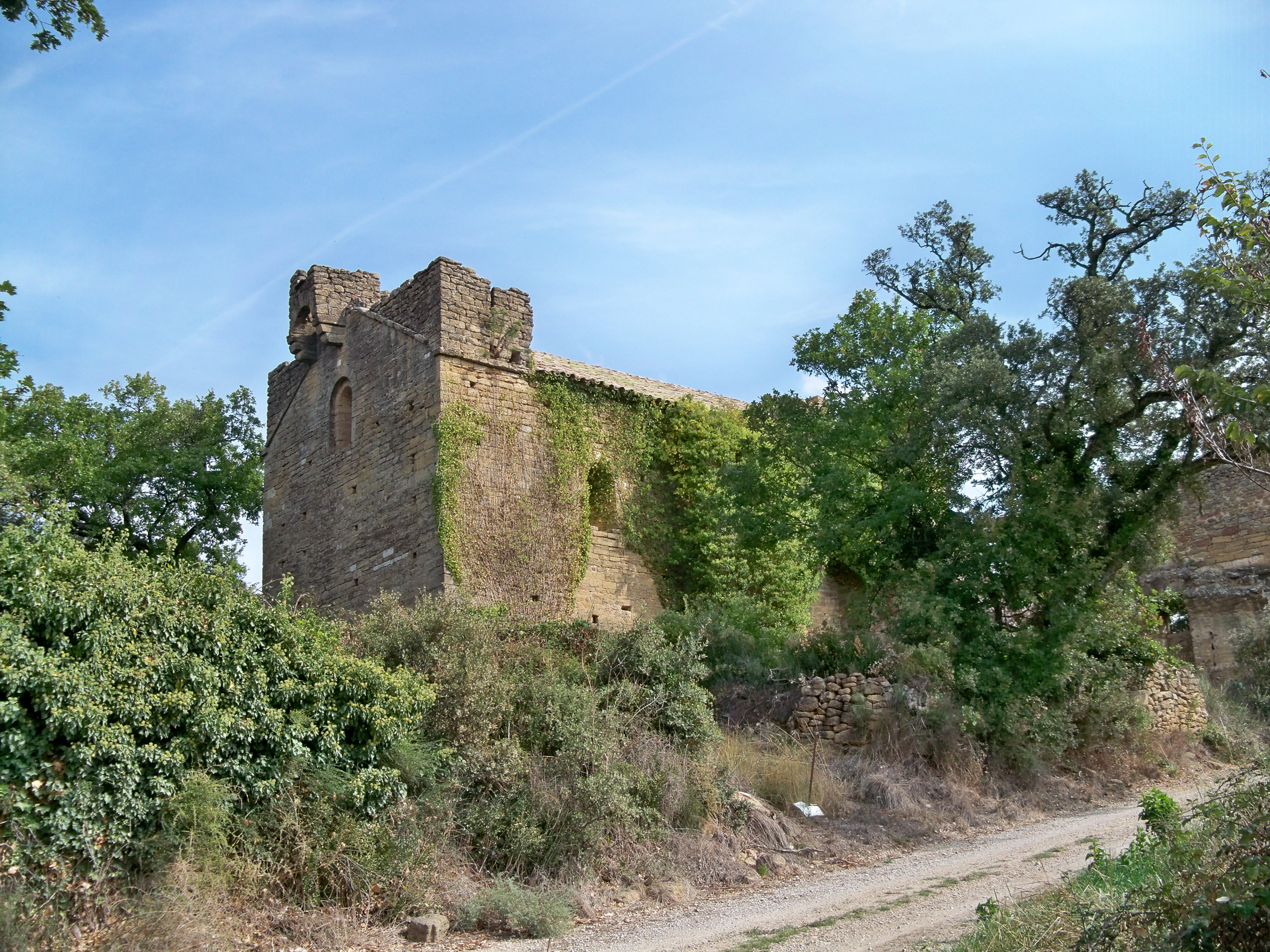
Notre-Dame-des-Aubagnons.

- Ruines du prieuré (détruit par un incendie au XVIe siècle) à côté de l'église[réf. nécessaire].
- Chapelle Notre-Dame-des-Aubagnans de style roman (classée MH[43]).

Au Moyen Âge, il existait un prieuré avec son église qu'une charte de 1115 attribua à l'ordre de Saint-Ruf, lequel en resta possesseur jusqu'en 1774, époque de sa dissolution[réf. nécessaire].
L'édifice est du type des églises fortifiées médiévales : murs épais, meurtrières et créneaux. L'église servait de refuge aux habitants en cas d'attaque. La porte d'entrée est surmontée d'un rare mâchicoulis appelé « assommoir ». L'extérieur de l'abside, en petit appareil régulier, semble dater du IXe siècle[réf. nécessaire].
- Chapelle romane Saint-Denis au cimetière : entrelacs carolingiens[23]. Elle date du XIIe siècle (classée MH[44]).
- Fontaine publique[23]  du XVIe siècle (classée MH[45]).
- Le château (et son parc) date du XVIIIe siècle. Il a été reconstruit sur l'emplacement d'un ancien fort : mobilier d'époque[23].

Lors de la restauration du marquis de Rochegude, les tours sud et ouest ont été modifiées mais celle du nord a conservé son caractère médiéval[réf. nécessaire].
De vastes caves occupent le rez-de-chaussée ; elles dateraient du XVIe siècle[réf. nécessaire].
Le Château a été entièrement restauré et aménagé en hôtel de luxe. Il est membre de l'association Relais & Châteaux.
- Église Sainte-Anne de Rochegude du XVIIIe siècle[23].
- Une statue de la Vierge est érigée sur un dôme de pierres qui fut un moulin à huile[47].
- Le monument aux morts de 1914-1918 et 1939-1945[48],[49].

### Patrimoine culturel
- Artisanat d'art : un sculpteur[23].

### Patrimoine naturel
- Ancien lit du Lez[23].

### Personnalités liées à la commune
- Pierre Arnoul (1651-1719) seigneur de Rochegude, acquise par sa femme Françoise de Soissan de La Bédosse (1631-1699).
- Amans de Robert d'Aqueria de Rochegude (1782-1865).
- Antoine Gras (1847-1917), homme politique, député de la Drôme de 1893 à 1910.
- Arsène Roux (1893-1971), linguiste spécialiste des langues berbères et de l'arabe, né à Rochegude.

### Héraldique, logotype et devise
| Blason de Rochegude (Drôme) | Blason  | Écartelé en sautoir : au 1er d'argent à trois fleurs de lis mal ordonnées, d'or et soutenues d'un besant du même, au 2ème d'or au dauphin d'azur, au 3ème d'azur à l'abeille d'or, au 4ème de gueules au triregnum d'argent. |
| Blason de Rochegude (Drôme) | Détails | Le statut officiel du blason reste à déterminer. |